# Formaldehyde (Editors)
Formaldehyde is een nummer van de Britse band Editors uit 2013. Het is de tweede single van zijn vierde studioalbum The Weight of Your Love.
Editors-frontman Tom Smith beschreef het nummer als "een liefdeslied. Een met suiker bedekt, ontleed hart in een pot, met bloed doordrenkt liefdeslied". De videoclip bij "Formaldehyde" is opgenomen in de decors van Once Upon a Time in the West in het Spaanse Almería. Het nummer werd enkel in Vlaanderen een bescheiden hitje, met een 5e positie in de Tipparade.